# Pseudocalotes kingdonwardi
Pseudocalotes kingdonwardi — вид ігуаноподібних ящірок родини агамових (Agamidae). Мешкає в Китаї і М'янмі.

## Поширення і екологія
Pseudocalotes kingdonwardi мешкають на півночі штату Чин в М'янмі та в сусідніх районах Тибету і Юньнаню. Вони живуть у вічнозелених гірських тропічних лісах, на висоті до 2133 м над рівнем моря.